# Coyote Acres
Coyote Acres és una concentració de població designada pel cens dels Estats Units a l'estat de Texas. Segons el cens del 2000 tenia 389 habitants.

## Demografia
Segons el cens del 2000, Coyote Acres tenia 389 habitants, 109 habitatges, i 92 famílies. La densitat de població era de 29,4 habitants per km².
Dels 109 habitatges en un 45,9% hi vivien nens de menys de 18 anys, en un 60,6% hi vivien parelles casades, en un 20,2% dones solteres, i en un 14,7% no eren unitats familiars. En l'11% dels habitatges hi vivien persones soles l'1,8% de les quals corresponia a persones de 65 anys o més que vivien soles. El nombre mitjà de persones vivint en cada habitatge era de 3,57 i el nombre mitjà de persones que vivien en cada família era de 3,83.
Per edats la població es repartia de la següent manera: un 37,5% tenia menys de 18 anys, un 11,1% entre 18 i 24, un 25,2% entre 25 i 44, un 20,6% de 45 a 60 i un 5,7% 65 anys o més.
L'edat mediana era de 26 anys. Per cada 100 dones de 18 o més anys hi havia 102,5 homes.
La renda mediana per habitatge era de 19.250 $ i la renda mediana per família de 14.083 $. Els homes tenien una renda mediana de 26.518 $ mentre que les dones 12.083 $. La renda per capita de la població era de 6.709 $. Aproximadament el 45,8% de les famílies i el 57,3% de la població estaven per davall del llindar de pobresa.

## Poblacions més properes
El següent diagrama mostra les poblacions més properes.